# Teserakt
| Teserakt 8-celica 4-kocka  | Teserakt 8-celica 4-kocka                      |
| -------------------------- | ---------------------------------------------- |
| Schleglov diagram          |                                                |
| vrsta                      | pravilni polihoron                             |
| družina                    | hiperkocka                                     |
| celice                     | 8 (4.4.4)                                      |
| stranske ploskve na stran  | 24 {4}                                         |
| robovi                     | 32                                             |
| oglišča                    | 16                                             |
| slika oglišč               | (3.3.3)                                        |
| Schläflijevi simboli       | {4,3,3} {4,3}x{} {4}x{4} {4}x{}x{} {}x{}x{}x{} |
| Coxeter-Dinkinovi diagrami |                                                |
| simetrična skupina         | B4, [3,3,4]                                    |
| značilnosti                | konveksna                                      |

Teserákt (tudi 8-célica, oktahóron ali 4-kocka) je v geometriji pravilni štirirazsežni analogon trirazsežne kocke. Poenostavljeno rečeno je teserakt kocki tisto, kar je kocka kvadratu. Formalneje se lahko teserakt opiše kot pravilni konveksni 4-politop, katerega meja sestoji iz osmih kockastih celic.
Posplošitev kocke na več kot tri razsežnosti se imenuje hiperkocka, n-kocka ali merilni politop. Teserakt je štirirazsežna hiperkocka ali 4-kocka.

## Geometrija
Teserakt se lahko skonstruira na različne načine. Kot pravilni politop, ki se ga lahko konstruira tako, da se prek vsakega roba skupaj prepogne tri kocke, ima Schläflijev simbol {4,3,3}. Konstruiran kot hiperprizma iz dveh vzporednih kock se ga lahko poimenuje s sestavljenim Schläflijevim simbolom {4,3}×{ }. Kot dvoprizmo, kartezični produkt dveh kvadratov, se ga lahko poimenuje s sestavljenim Schläflijevim simbolom {4}×{4}.
Ker vsako oglišče teserakta meji na štiri robove, je ogliščna figura teserakta pravilni tetraeder. Dualni politop teserakta je 16-celica ali heksadekahoron s Schläflijevim simbolom {3,3,4}.
Standardni teserakt v evklidskem 4-prostoru je podan kot konveksna ogrinjača točk (±1, ±1, ±1, ±1). To pomeni, da sestoji iz točk:
{\displaystyle \{(x_{1},x_{2},x_{3},x_{4})\in \mathbb {R} ^{4}\,:\,-1\leq x_{i}\leq 1\}\!\,.}
Teserakt omejujejo štirje pari vzporednih hiperravnin (xi = ±1). Vsak par nevzporednih hiperravnin se seka in tvori 24 kvadratnih stranskih ploskev teserakta. Na vsakem robu se sekajo tri kocke in trije kvadrati. Na vsakem oglišču se združijo štiri kocke, šest kvadratov in štirje robovi. Vsega skupaj ima teserakt 8 kock, 24 kvadratov, 32 robov in 16 oglišč.

### Razvitje teserakta
Tako kot se lahko kocko razvije v šest kvadratov, se lahko teserakt razvije v osem kock. Razvitje poliedra se imenuje mreža. Teserakt ima 261 različnih mrež. Razvitje teserakta se lahko šteje s preslikavo mrež v parna drevesa (drevo in popolno ujemanje v komplementu).

## Teserakti v umetnosti
Slika Križanje (Corpus Hypercubus) Salvadorja Dalíja iz leta 1954 prikazuje križanega Jezusa na mreži hiperkocke. Razstavljena je v Metropolitanskem muzeju umetnosti v New Yorku, ZDA.
Robert Anson Heinlein je omenil hiperkocke v vsaj dveh svojih znanstvenofantastičnih zgodbah. Delo Zgradil je skrivljeno hišo (And He Built a Crooked House) (1940) opisuje hišo, zgrajeno kot mreža (razprostrtih celic hiperkock v trirazsežni prostor). Po sesutju je postala resnična hiperrazsežna hiperkocka. Delo Cesta slave (Glory Road) (1963) vsebuje zgibano škatlo, hiperrazsežni zaboj, ki je bil znotraj večji kakor zunaj.
Hiperkocko je uporabil tudi Robert J. Sawyer v knjigi Izdelovanje človeštva (Factoring Humanity) kot glavno deus ex machino.
Madeleine L'Engle je omenila hiperkocko v otroškem fantastičnem romanu Guba v času (A Wrinkle In Time) kot način vpeljave zamisli višjih razsežnosti. Njena obravnava je nadvse nerazločna.
Film Hiperkocka: Kocka 2 (Hypercube: Cube 2) se osredotoči na osem tujcev, ki so navidezno ujeti znotraj hiperkocke.

## Galerija slik
| Stereografska projekcija (robovi so projicirani na 3-sfero) | Trirazsežnostna projekcija teserakta, ki se enostavno vrti okrog ravnine, ki seka figuro s spredaj levo navzad desno in z vrha navzdol. | Trirazsežnostna projekcija hiperkocke, ki se dvojno vrti okrog dveh pravokotnih si ravnin. |
| Pravokotna projekcija                                       | |                                                                                            |
|                                                             | |                                                                                            |
| Mreža teserakta. (prikaži animacijo)                        | Stereoskopska trirazsežnostna projekcija teserakta.                                                                                     | Stereoskopska trirazsežnostna projekcija teserakta.                                        |